# ジャパン・ミャンマー・プエドー
ジャパン・ミャンマー・プエドー（ビルマ語: ဂျပန်-မြန်မာပွဲတော်、英語: Japan Myanmar Pwe Taw）は、ミャンマーの旧首都にして最大都市ヤンゴンで日緬両国の文化交流を目的として開催されているイベントである。「プエドー」（ビルマ語: ပွဲတော် Pwe Taw）は、ビルマ語で「お祭り」を意味する。

## 沿革
2014年、日緬外交関係樹立60周年を記念して12月6日、7日の2日間にわたってヤンゴンで単発のイベントとして開催され、2日間で4万人以上が来場するほどの人気を博した。
2016年には、開催年を冠するジャパン・ミャンマー・プエドー2016として2月27日、28日の2日間にわたってヤンゴンで開催された。以後は毎年行われる恒例イベントとなり、2020年2月9日開催のジャパン・ミャンマー・プエドー2020まで5年連続、通算で6回開催された。
2021年もジャパン・ミャンマー・プエドー2021として2月14日にオンライン開催される予定であったが、現地時間2月10日の夜（日本時間では2月11日深夜）に公式Facebookページが開催の延期を発表した。開催を見送った理由は明記されていないが、約10日前の2月1日に国軍がクーデターを起こしており、ミャンマー市民は自由にインターネットが接続できない状況になっている。

## 各年の出演アーティスト
2015年は未開催。2021年は開催延期中。

### ジャパン・ミャンマー・プエドー（2014）
- Yun*chi、TEMPURA KIDZ[3]、DRUM TAO[1]
- サイ・サイ・カム・レン（ビルマ語版、英語版）（サイサイ・カムレン）[1]

### ジャパン・ミャンマー・プエドー2016
- TEMPURA KIDZ、平原綾香[3]
- ニ・ニ・キン・ゾー（ビルマ語版、英語版）（ニニキンゾー／ニーニーキンゾー）[3]

### ジャパン・ミャンマー・プエドー2017
- TRIQSTAR、平原綾香、PRIZMAX（うちボーカルの森崎ウィンは在日ミャンマー人）[9]
- ア・ムーン（ビルマ語版、英語版）（アムーン）、ニ・ニ・キン・ゾー、ピュー・ピュー・チョー・テイン（ビルマ語版、英語版）（ピューピューチョーテイン）、ター・ソー（ビルマ語版、英語版）（ターソー）、ラー・ラー（ラーラー）[9]

### ジャパン・ミャンマー・プエドー2018
- （+） AKB48 with BNK48[10]
- ア・ムーン、ニ・ニ・キン・ゾー[10]

### ジャパン・ミャンマー・プエドー2019
- 夏川りみ[11]、PRIZMAX、森崎ウィン[12]
- ア・ムーン、G Fatt（英語版）、チャンミー・マウンチョー（ビルマ語版、英語版）、ニ・ニ・キン・ゾー、バニー・ピョー（ビルマ語版、英語版）、パン・ヤウン・チェル（パンヤウンチェル）、Project K（英語版）[12]

### ジャパン・ミャンマー・プエドー2020
- 平原綾香、森崎ウィン[13][14][15]
- Sophia、ニ・ニ・キン・ゾー、ピュー・ピュー・チョー・テイン、Project K[14][15]